# Людовик II де Бурбон-Монпансье
Людовик II де Бурбон-Монпансье (1483 — 14 августа 1501, Неаполь) — французский аристократ, граф де Монпансье, дофин Оверни и граф де Клермон (1496—1501).

## Биография
Французский принц крови из династии Бурбон. Старший сын Жильбера де Бурбона (1443—1496), графа де Монпансье, дофина Оверни и графа де Клермона (1486—1496), и Клары Гонзага (1464—1503), дочери маркиза Мантуи  Федерико I Гонзага (1441—1484) и его жены Маргариты Баварской (1442—1479).
В октябре 1496 года после смерти отца Луи унаследовал его владения и титулы.
В 1499 вместе с Луи де Тремуйлем отправился в военный поход в Италию, командовал большим отрядом французской армии, которую Людовик XII послал на завоевание Миланского герцогства (Вторая итальянская война). 
Во время вторжения в Неаполитанское королевство участвовал в осаде Капуи 17-25 июля 1501 года, закончившейся взятием города.
После посещения могилы отца в Поццуоли внезапно заболел лихорадкой и 14 августа 1501 года умер в Неаполе. 
Людовик не был женат и не оставил детей. Ему наследовал младший брат Шарль III де Бурбон (1490—1527), ставший графом Монпансье, дофином Овернским и графом де Клермон.